# Arbutus occidentalis
Arbutus occidentalis är en ljungväxtart som beskrevs av R. Mcvaugh och T.J. Rosatti. Arbutus occidentalis ingår i släktet Arbutus och familjen ljungväxter. Inga underarter finns listade i Catalogue of Life.